# Aspilota obsessor
Aspilota obsessor är en stekelart som beskrevs av Sergey A. Belokobylskij 2007. Aspilota obsessor ingår i släktet Aspilota och familjen bracksteklar. Inga underarter finns listade.